# Галантерея

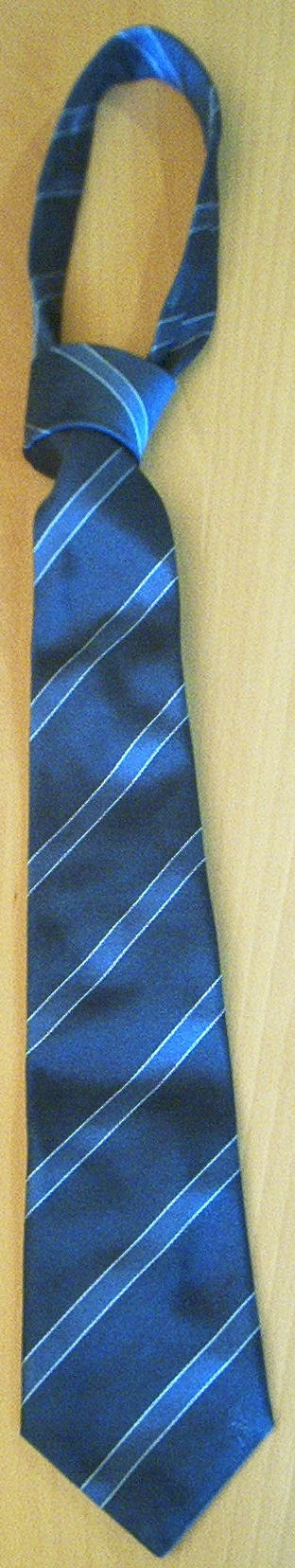
Краватка, предмет галантереї

Галантере́я, або галянтері́я (від фр. Galanterie — галантність, витонченість) — торговий термін, що означає групу товарів, що представляють предмети туалету і особистого вжитку (краватки, нитки, рукавички, шарфи, сумки та ін.)

## Галантерейні товари
Галантерейні товари об'єднують широку номенклатуру промислових товарів масового споживання, в основному невеликих розмірів. У цю групу входять вироби, виготовлені різними технологічними способами з різноманітних матеріалів, які використовуються для туалету, прикраси, домашнього вжитку та ін.

## Групи галантереї
Галантерейні товари в залежності від вихідного матеріалу поділяють на такі групи: галантерея текстильна, з пластмас та інших матеріалів виробів, шкіряна, металева, щітки і дзеркала.